# جواو ألفيس (لاعب كرة قدم)
جواو ألفيس (بالبرتغالية: João António Ferreira Resende Alves‏) هو مدرب كرة قدم ولاعب كرة قدم برتغالي في مركز الوسط، ولد في 5 ديسمبر 1952 في البرتغال. شارك مع منتخب البرتغال لكرة القدم. أما مع النوادي، فقد لعب مع باريس سان جيرمان ونادي بنفيكا ونادي بوافيشتا ونادي سالامانكا ونادي فارزيم وC.D. Montijo ‏.

## وصلات خارجية
- جواو ألفيس على موقع الاتحاد الأوربي (الإنجليزية)
- جواو ألفيس على موقع قاعدة بيانات كرة القدم.إي يو (الإنجليزية)
- جواو ألفيس على موقع ليكيب (الفرنسية)
- جواو ألفيس على موقع ناشيونال فوتبول تيمز (الإنجليزية)
- جواو ألفيس على موقع عالم كرة القدم.نت (الإنجليزية)